# Maria de Hesse e Reno
Maria Vitória Teodora Leopoldina de Hesse e do Reno (em alemão:  Marie Viktoria Feodore Leopoldine von Hessen und bei Rhein; Darmstadt, 24 de maio de 1874 – Darmstadt, 16 de novembro de 1878) foi a filha mais nova de Luís IV, Grão-Duque de Hesse e da sua esposa, a princesa Alice do Reino Unido, segunda filha da rainha Vitória.
Morreu de difteria, aos quatro anos de idade, e foi sepultada junto ao túmulo da mãe, que viria a morrer, poucas semanas depois, da mesma doença. A menina e sua avó, a rainha Vitória, partilhavam da mesma data de aniversário.

## Biografia

### Nascimento e família
Maria tinha seis irmãos mais velhos, Vitória, Isabel, Irene, Ernesto, Frederico (que morreu um ano antes de ela nascer devido a um ataque de hemofilia) e Alice.
Era conhecida por May entre a família. A sua irmã Alice, dois anos mais velha, era a sua companheira constante. As duas meninas eram vestidas de forma semelhante e partilhavam o quarto. Segundo os relatos da época, Maria era a filha preferida da sua mãe.
Maria era descrita como uma menina bonita, com longos cabelos negros e tendo lindos olhos azul-esverdeados. Sua sobrinha Maria Nikolaevna era muito parecida consigo, chegando ao ponto da rainha Vitoria chorar ao vela pela primeira vez, pensando que era a sua pequena May. A rainha Vitoria escreveu em seu diário que sua neta mais jovem teria se tornado mais bela do que sua irmã. Ela, que foi considerada a mais bela das filhas da princesa Alice, se tivesse vivido mais tempo.

### Doença e Morte
A tragédia atingiu a família em 1878. No dia 5 de novembro toda a família estava reunida na sala quando a irmã mais velha, Vitória, começou a sentir a garganta irritada. Vitória contou o que sentia à mãe e ela pensou que a filha estava a sofrer de papeira dizendo que seria “cómico” se todos a apanhassem. Nessa noite ela sentiu-se suficientemente bem para ler “Alice No País Das Maravilhas” aos seus irmãos mais novos enquanto a sua mãe se sentava numa cadeira próxima a conversar com a sua amiga Katie Macbean que estava a substituir uma dama-de-companhia. Maria foi para o colo da mãe e implorou por mais uma fatia de bolo. As irmãs pediram a Miss Macbean para tocar piano para que pudessem dançar e foram dormir bem-dispostas.

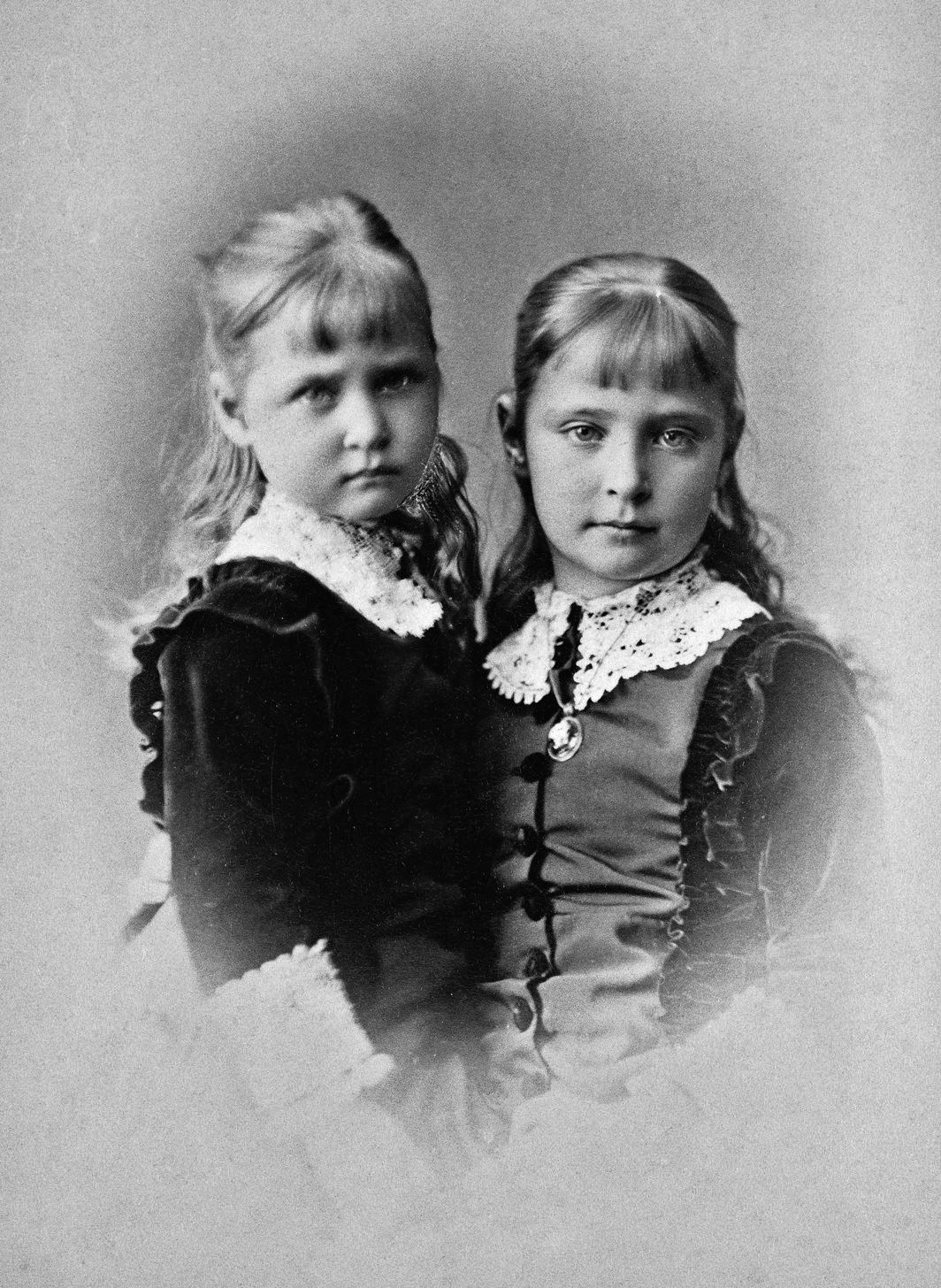
Maria e sua irmã, Alice, futura imperatriz da Rússia sob o nome de Alexandra Feodorovna.

Na manhã seguinte, Vitória foi diagnosticada com difteria e às três da manhã do dia 12 de novembro o mesmo aconteceu a Alice de 6 anos. A Princesa Alice ordenou que fosse levado um inalador de calor para o quarto da sua segunda filha mais nova (que estava gravemente doente) para impedir que ela sufocasse até à morte. Algumas horas mais tarde Maria de 4 anos, muito próxima da sua irmã, fugiu para o seu quarto, subiu para a cama dela e deu-lhe um beijo. Nessa tarde começou a sofrer os primeiros sintomas da doença com febre alta e manchas brancas na parte de trás da garganta. No dia seguinte foi a vez da sua irmã Irene ficar doente e no dia 14 de Novembro a doença foi diagnosticada ao seu irmão Ernesto e ao seu pai Luís. Alice e os médicos desdobraram-se em esforços para tratar de toda a família.
Na manhã do dia 16 de novembro, Maria sufocou até à morte devido à membrana que lhe cobria a garganta. Alice sentou-se junto do corpo e beijou-lhe o rosto e as mãos tentando encontrar uma forma de dar a notícia ao seu marido doente. Depois observou o corpo da sua filha mais nova ser levado dentro de um caixão para o mausoléu da família.
Durante várias semanas Alice escondeu a morte de Maria dos seus irmãos que perguntavam frequentemente por ela e tentavam enviar-lhe brinquedos. A notícia foi apenas transmitida no inicio de Dezembro com grande pesar principalmente por parte de Alice e de Ernesto, com 10 anos na altura, que eram os mais próximos da irmã mais nova. Ernesto recusou-se a acreditar e teve um ataque de choro que foi acalmado pela sua mãe que o abraçou e beijou, apesar de saber do risco de infecção.
No dia 7 de dezembro Alice reconheceu os primeiros sintomas da doença e acabaria também por morrer uma semana mais tarde. A Princesa foi enterrada junto da sua filha mais nova e foi construída uma estátua na sua sepultura onde Alice está a segurar a pequena Maria nos braços.